# Husö, Sottunga
Husö är en ö i den sydöstra delen av Sottunga i Åland, Finland. Ön hade fem fast bosatta invånare år 2008, fördelade på två familjer. Husö har en stugby som används för lägerverksamhet och trafikeras av Ålandstrafikens färjor på den södra linjen.

## Befolkning
Antalet invånare på Husö har varierat under 2000-talet:
- 2000: 7 personer
- 2005: 5 personer
- 2010: 6 personer
- 2015: 6 personer

## Service och kommunikationer
På Husö finns en stugby för lägerverksamhet. Ön har reguljär färjeförbindelse med övriga Åland via Ålandstrafikens södra linje.